# Каргашино (Рязанская область)
Каргашино́ — село в Сасовском районе Рязанской области России. Административный центр Каргашинского сельского поселения.

## География
Расположено на западе района, в 12 км от райцентра Сасово.
Ближайшие населённые пункты
- деревня Елизаветовка в 3 км к северо-востоку по асфальтированной дороге;
- деревня Рогожка в 4 км к востоку по грунтовой дороге;
- посёлок 12 лет Октября в 5 км к западу по асфальтированной дороге;
- полузаброшенная деревня Малое Хреново в 3 км к югу по асфальтированной дороге;
- полузаброшенное село Заболотье в 5 км к западу по асфальтированной и грунтовой дороге;
- село Мокрое в 4,5 км к северо-западу по асфальтированной дороге;
- деревня Русановка в 5 км к северу по грунтовой дороге.

## История
Усадьба воронежского губернатора, бригадира П.В. Измайлова (1686-1772), известна с первой трети XVIII века. В последней четверти XVIII века в селе значились две усадьбы.
Одна принадлежала тайному советнику Ф.В. Карачинскому, в середине XIX века коллежскому асессору и камергеру Н.И. Карачинскому, после его дочери С.Н. Карачинской, вышедшей замуж за генерал-лейтенанта Ф.Ф. фон дер Лауница (1811-1886). Затеи их сыну тамбовскому губернатору, а позже Санкт-Петербургскому градоначальнику генерал-майору В.Ф. фон дер Лауницу (1855-1906, убит террористами), женатому на княжне М.А. Трубецкой (1863-1922). Далее до 1917 года их сыну коллежскому секретарю В.В. фон дер Лауницу (г/р 1884). В имении фон дер Лауницов было хорошо налаженное хозяйство, занятое животноводством, действовал конный завод.
Другой усадьбой в последней четверти XVIII века в селе владел действительный тайный советник князь И.А. Гагарин (1771-1832), женатый первым браком на Е.И. Балабиной (1773-1803), вторым браком на актрисе Е.С. Семёновой (1786-1849). В 1910-х годах тульский уездный и губернский предводитель дворянства действительный статский советник Р.Д. Еропкин (г/р 1866).
От усадьбы Лауницев сохранились руинированные одноэтажный главный дом с башней, одноэтажные жилой и служебный флигели. Комплекс конного двора, амбар, склад - всё первой половины - середины XIX века в стиле псевдоготики. Двухэтажное здание школы, построенной В.Ф. Лауницом в духе эклектики с элементами кирпичного стиля. Гранитный крест рядом с местом разрушенного ныне фамильного склепа, где был похоронен В.Ф. фон дер Лауниц. Парк с пейзажной и регулярной частями и прудами.
Деревянная церковь Рождества Богородицы 1793 года утрачена.

## Население
| 1989 | 2002 | 2007 | 2010 |
| ---- | ---- | ---- | ---- |
| 570  | ↘502 | ↗511 | ↘477 |

## Инфраструктура
Действует средняя школа, основанная, как гимназия, в 1906 году владельцем Каргашинской усадьбы, губернатором Санкт-Петербурга, бароном Владимиром Федоровичем фон дер Лауницем. В селе 7 улиц: Калинина, Ленина, Микрорайон, Пролетарская, Рабочая, Сельская, Школьная.

## Люди, связанные с селом
- Молодчинин Алексей Егорович (1915, Каргашино — 1978) — Герой Советского Союза